# اهیپارا
اهیپارا (به لاتین: Ahipara) یک منطقهٔ مسکونی در نیوزیلند است که در Far North District واقع شده‌است.

## خصوصیات
اهیپارا ۱٬۱۲۵ نفر جمعیت دارد.